# Anna (film, 2019)
Anna är en fransk action-thrillerfilm från 2019 i regi av Luc Besson med Sasha Luss i huvudrollen.

## Handling
Filmen utspelar sig under det kalla kriget under 1980-talet och fram till 1990.
Året är 1985 och Anna Poljatova är en ung rysk kvinna som lever i dåliga förhållanden i Moskva. Hon utsätts för bland annat för övergrepp i hemmet och lever ihop med en pojkvän som är grovt kriminell. Anna säger att hon vill göra vad som helst för att undkomma det liv som hon är instängd i. Alex, en KGB-agent upptäcker Annas svåra situation och rekryterar henne som fältarbetare. Efter ett års utbildning får hon veta att hon under de kommande fem åren kommer att arbeta under senior chef inom KGB som heter Olga. När de fem åren är slut kommer hon att skrivas ut från byrån och kan börja om på nytt. Den nya chefen för KGB, Vassiliev, vägrar dock att respektera det ursprungliga avtalet eftersom han anser att tidigare agenter är ett ansvar gentemot byrån och att den enda vägen till frihet är döden.
Anna antar identiteten som en fotomodell och börjar sin karriär i Paris medan hon samtidigt slutför olika uppdrag och mord. För att undvika misstankar inleder hon ett romantiskt förhållande med modellkollegan Maude, som stöds av Olga.

## Rollista
- Sasha Luss – Anna Poljatova, KGB-agent och fotomodell
- Helen Mirren – Olga
- Luke Evans – Aleksandr "Alex" Tchenkov
- Cillian Murphy – Leonard Miller
- Lera Abova – Maude
- Alexander Petrov – Piotr
- Nikita Pavlenko – Vlad
- Anna Krippa – Nika
- Aleksey Maslodudov – Jimmy
- Eric Godon – Vassiliev
- Ivan Frank – Mossan
- Jean-Baptiste Puech – Samy
- Nastya Sten – Annas stand-in
- Andrew Howard – Oleg Filenkov